# Grégoire Barbarigo
Pour les articles homonymes, voir Barbarigo.
Grégoire Barbarigo (en italien : Gregorio Barbarigo), 1625-1697, évêque, cardinal, fondateur d'établissements religieux, a été à la fois un diplomate, un prêtre actif et un grand humaniste.

## Vie
Grégoire Barbarigo est né à Venise, au sein d'une famille noble. Il reçut une excellente éducation, et était un jeune homme pieux, menant une vie sage et rigoureuse.
Après ses études, il s'orienta vers la diplomatie, et à ce titre participa en 1648, aux traités de Westphalie à Münster, envoyé par la république de Venise. Ensuite, il se tourna vers le sacerdoce. Le pape Alexandre VII ayant Grégoire en grande estime le nomma évêque de Bergame en 1657, et le créa cardinal en 1660.
Il reçoit l'évêché de Padoue en 1664 où il reste pendant trente trois ans. Il y fonde un séminaire et consacre sa fortune aux pauvres et à l'équipement de son diocèse. Il effectue plusieurs déplacements à Rome à la demande du pape.
Il meurt à Padoue le 18 juin 1697.

## Œuvre
Grégoire Barbarigo avait à cœur d'appliquer dans son diocèse les mesures érigées par le concile de Trente. À l'exemple de Charles Borromée, il fonda de nombreuses œuvres de bienfaisance, dont des Écoles de la doctrine chrétienne où il faisait le catéchisme, ainsi que des institutions pour les jeunes filles pauvres.
D'autre part, il fonda le séminaire de Padoue dans lequel il veillait à la formation humaine et spirituelle des futurs prêtres.
Par ailleurs, très préoccupé par la séparation des Églises, et les désaccords profonds avec les églises d'Orient, il institua au séminaire des cours d'hébreu, de grec, d'araméen, afin de mieux connaître et de mieux comprendre la philosophie des églises orientales.
Malgré ses lourdes charges apostoliques et diplomatiques, Grégoire resta toute sa vie un prêtre simple, proche des pauvres et des malheureux, mettant tous les jours sa foi profonde en pratique auprès des fidèles qui lui étaient confiés.

## Béatification, canonisation
Jouissant d'une grande vénération dès sa mort, Grégoire Barbarigo fut successivement : 
- béatifié en 1761 par le pape Clément XIII ;
- canonisé par équipollence[1] par le pape Jean XXIII, lui-même originaire de Bergame, le 26 mai 1960 ;
- sa fête a été fixée au 18 juin.

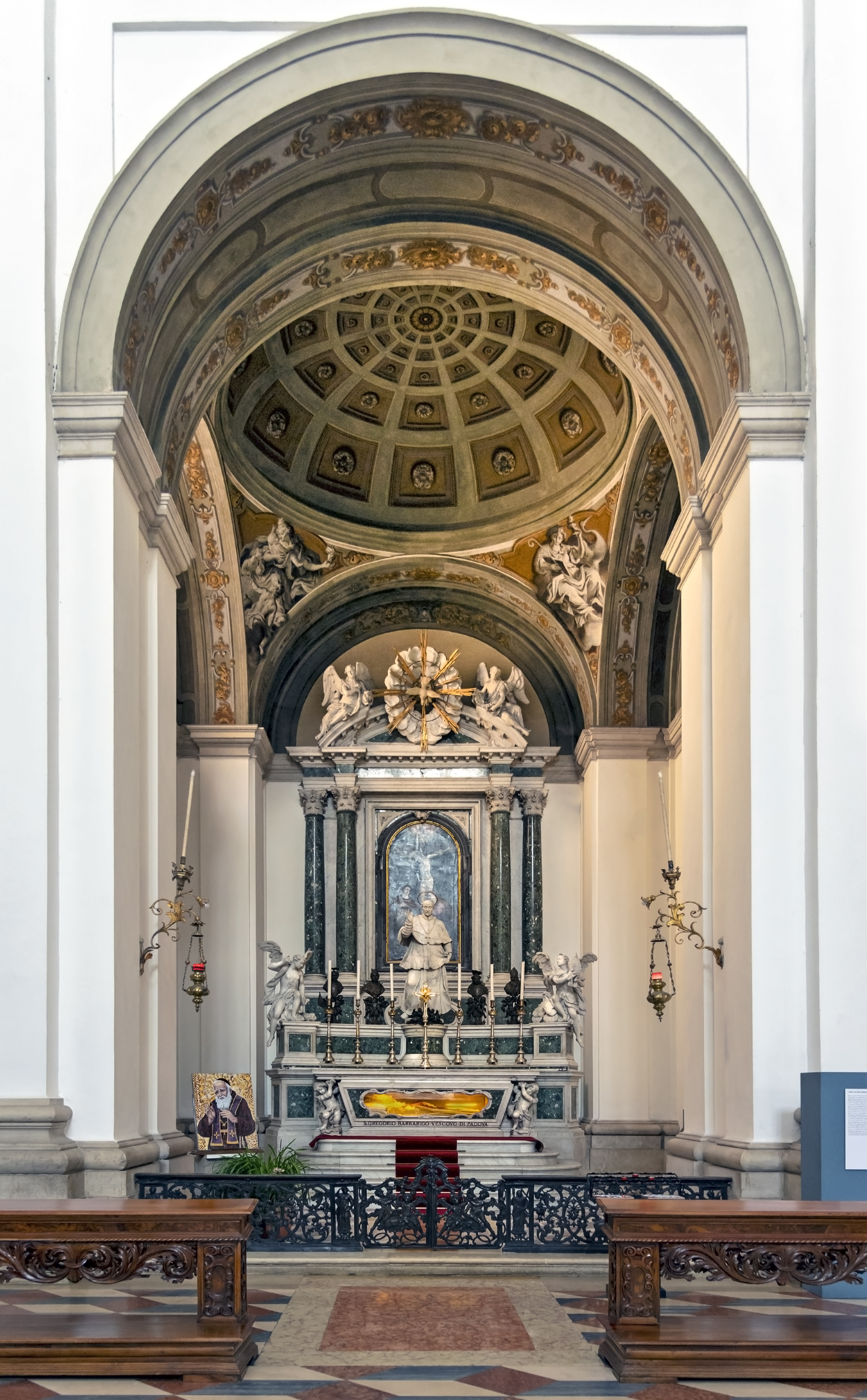
Chapelle de Gregorio Barbarigo dans la cathédrale de Padoue.
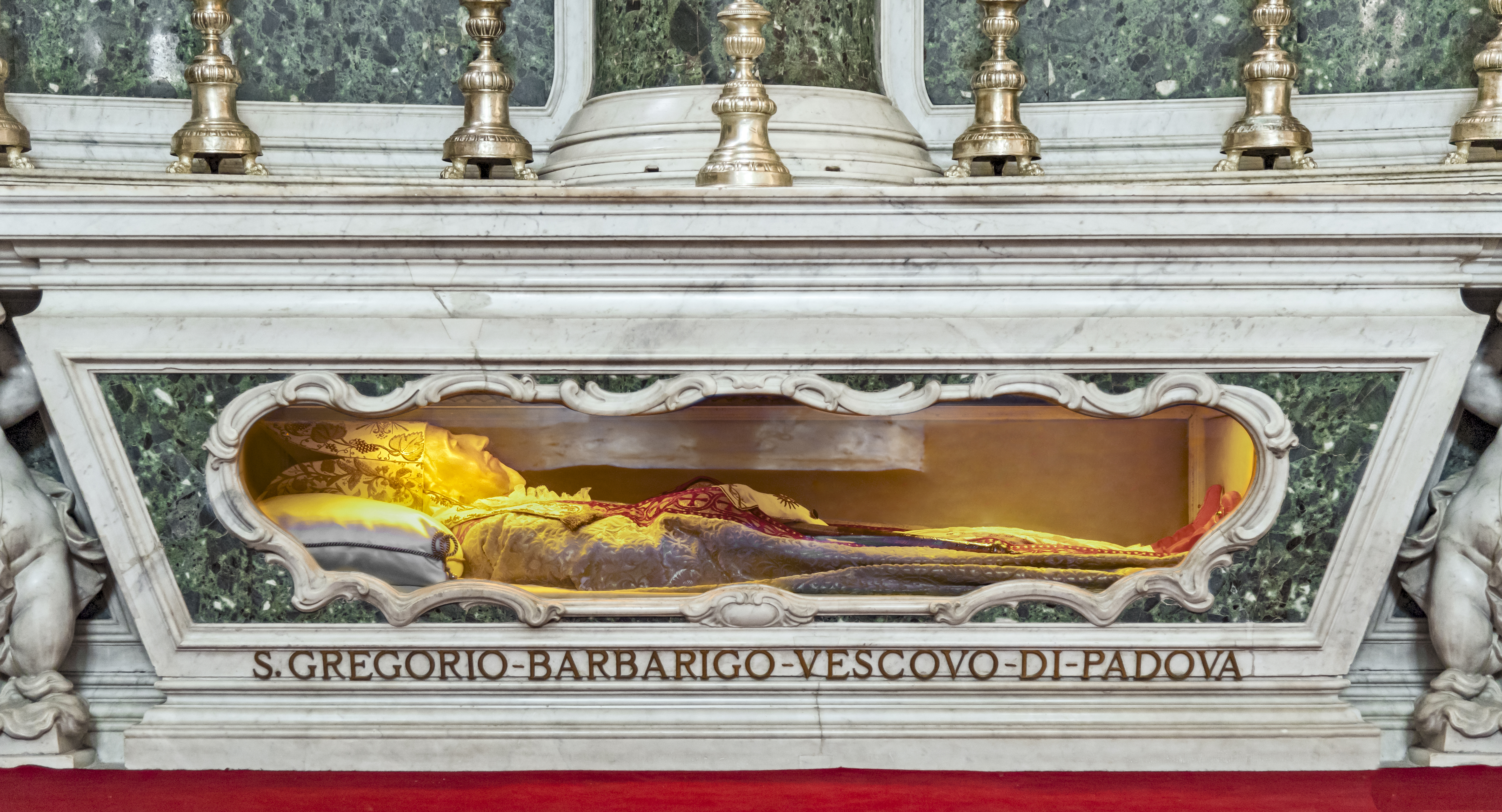
Le corps embaumé du saint.

## Représentation et vénération
- Grégoire Barbarigo est représenté en habits de cardinal. Un tableau de Francesco Capella, du XVIIIe siècle, dans la cathédrale de Bergame, le dépeint ainsi.
- Le 9 octobre 1971, le pape Paul VI a inauguré l'église San Gregorio Barbarigo à Rome, située 14 via Montagne Rocciose[2].